# Réserve naturelle de Möja-Björndalen
La réserve naturelle de Möja-Björndalen (en suédois : Möja-Björndalens naturreservat) est une réserve naturelle de l'archipel de Stockholm dans le comté de Stockholm en Suède,,.

## Présentation
La réserve naturelle de Möja-Björndalen est située dans la partie nord-ouest de l'île de Möja, dans la commune de Värmdö. 
La réserve a été créée en 1992 et elle a une superficie de 143,33 hectares.
La réserve, située dans la partie nord de Möja, se compose d'une alternance d'affleurements rocheux de forêts de landes, de forêts de conifères et mixtes, de zones de tourbières.
La réserve abrite 86 hectares de forêt ancienne et une faune riche.

## Galerie

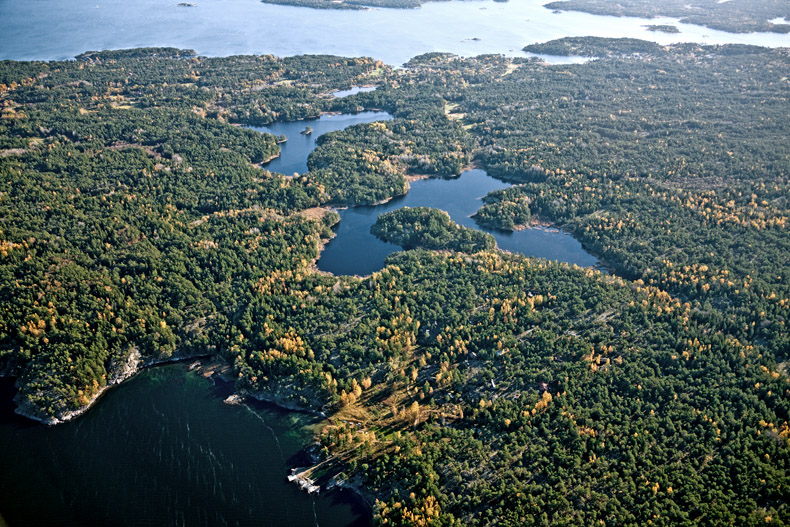
Möja.
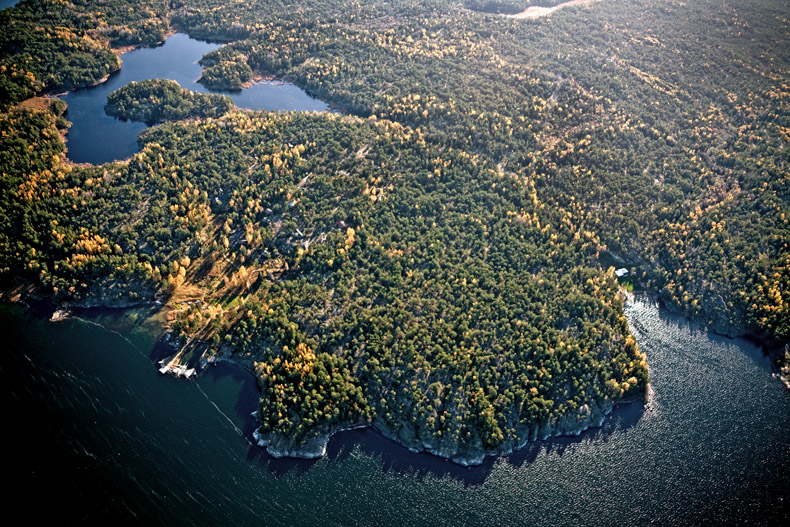
Möja.